# Elk Falls
Elk Falls és una població dels Estats Units a l'estat de Kansas. Segons el cens del 2000 tenia 112 habitants.

## Demografia
Segons el cens del 2000, Elk Falls tenia 112 habitants, 51 habitatges, i 32 famílies. La densitat de població era de 49,7 habitants/km².
Dels 51 habitatges en un 23,5% hi vivien nens de menys de 18 anys, en un 58,8% hi vivien parelles casades, en un 2% dones solteres, i en un 35,3% no eren unitats familiars. En el 27,5% dels habitatges hi vivien persones soles l'11,8% de les quals corresponia a persones de 65 anys o més que vivien soles. El nombre mitjà de persones vivint en cada habitatge era de 2,2 i el nombre mitjà de persones que vivien en cada família era de 2,7.
Per edats la població es repartia de la següent manera: un 19,6% tenia menys de 18 anys, un 4,5% entre 18 i 24, un 18,8% entre 25 i 44, un 37,5% de 45 a 60 i un 19,6% 65 anys o més.
L'edat mediana era de 48 anys. Per cada 100 dones de 18 o més anys hi havia 104,5 homes.
La renda mediana per habitatge era de 20.893 $ i la renda mediana per família de 32.500 $. Els homes tenien una renda mediana de 29.375 $ mentre que les dones 20.250 $. La renda per capita de la població era de 15.817 $. Entorn del 6,7% de les famílies i el 2,9% de la població estaven per davall del llindar de pobresa.

## Poblacions més properes
El següent diagrama mostra les poblacions més properes.